# Provincia Córdoba (Argentina)

Localizarea provinciei în Argentina

Provincia Córdoba  (spaniolă Provincia del Córdoba) este una dintre provinciile Argentinei, localizată în partea centrală. Capitala provinciei este orașul Córdoba.